# Lijst van voetbalinterlands Denemarken - Kazachstan
Deze lijst van voetbalinterlands is een overzicht van alle officiële voetbalwedstrijden tussen de nationale teams van Denemarken en Kazachstan. De landen speelden tot op heden zes keer tegen elkaar. De eerste ontmoeting, een kwalificatiewedstrijd voor het Wereldkampioenschap voetbal 2006, werd gespeeld in Kopenhagen op 26 maart 2005. Het laatste duel, een kwalificatiewedstrijd voor het Europees kampioenschap voetbal 2024, vond plaats op 14 oktober 2023 in de Deense hoofdstad.

## Wedstrijden
| № | Plaats     | Datum            | Competitie           | Wedstrijd               | Uitslag |
| - | ---------- | ---------------- | -------------------- | ----------------------- | ------- |
| 1 | Kopenhagen | 26 maart 2005    | WK 2006 kwalificatie | Denemarken – Kazachstan | 3 – 0   |
| 2 | Almaty     | 12 oktober 2005  | WK 2006 kwalificatie | Kazachstan – Denemarken | 1 – 2   |
| 3 | Kopenhagen | 11 november 2016 | WK 2018 kwalificatie | Denemarken – Kazachstan | 4 – 1   |
| 4 | Astana     | 10 juni 2017     | WK 2018 kwalificatie | Kazachstan – Denemarken | 1 – 3   |
| 5 | Astana     | 26 maart 2023    | EK 2024 kwalificatie | Kazachstan − Denemarken | 3 − 2   |
| 6 | Kopenhagen | 14 oktober 2023  | EK 2024 kwalificatie | Denemarken − Kazachstan | 3 − 1   |

## Samenvatting
| Competitie      | Totaal gespeeld | Winst Denemarken | Gelijk | Winst Kazachstan | Doelsaldo Denemarken – Kazachstan |
| --------------- | --------------- | ---------------- | ------ | ---------------- | --------------------------------- |
| WK-kwalificatie | 4               | 4                | 0      | 0                | 12 − 3                            |
| EK-kwalificatie | 2               | 1                | 0      | 1                | 5 − 4                             |
| Totaal          | 6               | 5                | 0      | 1                | 17 − 7                            |

Wedstrijden bepaald door strafschoppen worden, in lijn met de FIFA, als een gelijkspel gerekend.

## Details

### Eerste ontmoeting
| WK 2006 kwalificatie (Kopenhagen, Denemarken, 26 maart 2005): |              | |
| Denemarken | 3 – 0        | Kazachstan |
| Peter Møller 10' Peter Møller 48' Christian Poulsen 33' | goals        | |
| Morten Olsen | bondscoach   | Sergey Timofeev |
| Thomas Sørensen Brian Priske Thomas Helveg Martin Laursen Niclas Jensen Daniel Jensen 46' Christian Poulsen Jesper Grønkjær 73' Jon Dahl Tomasson 46' Martin Jørgensen Peter Møller | opstellingen | Yuriy Novikov Dmitriy Lyapkin Igor Avdeyev Samat Smakov Aleksandr Familtsev 77' Kayrat Utabaev 46' Anton Chichulin 56' Andrey Travin Andrei Karpovich Roeslan Baltiev Denis Rodionov |
| Claus Jensen 46' Kenneth Pérez 46' Michael Silberbauer 73' | wissels      | 46' Sergey Larin 56' Maksat Bayzhanov 77' Renat Dubinskiy |
| - Debuut van Andrey Travin (Almaty FC) voor Kazachstan. |              | |

### Tweede ontmoeting
| WK 2006 kwalificatie (Almaty, Kazachstan, 12 oktober 2005): |              | |
| Kazachstan | 1 – 2        | Denemarken |
| Aleksandr Kuchma 86' | goals        | 46' Michael Gravgaard 49' Jon Dahl Tomasson |
| Sergey Timofeev | bondscoach   | Morten Olsen |
| Yuriy Novikov Igor Avdeyev Aleksandr Familtsev 56' Daniyar Mukanov Aleksandr Kuchma Samat Smakov Nikita Khokhlov Andrei Karpovich Nurbol Zhumaskaliyev Farkhatbek Yrysmetov 66' Oleg Litvinenko 50' | opstellingen | 46' Thomas Sørensen Brian Priske Michael Gravgaard Per Nielsen 88' Niclas Jensen Christian Poulsen Daniel Jensen 46' Dennis Rommedahl Martin Jørgensen Jon Dahl Tomasson Søren Larsen |
| Daniar Kenzhekhanov 50' Sergey Larin 56' Andrey Travin 66' | wissels      | 46' Jesper Christiansen 46' Thomas Kahlenberg 88' Thomas Helveg |
| Daniyar Mukanov 26' Farkhatbek Yrysmetov 42' | gele kaarten | 18' Søren Larsen 26' Christian Poulsen 43' Daniel Jensen |
| Igor Avdeyev 29', 87' | rode kaarten | |